# Habáni

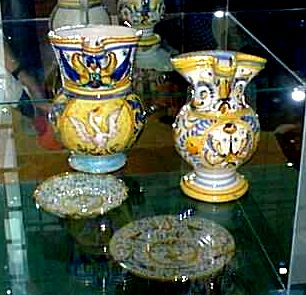
Habánská (hutteritská) keramika

Habáni (nebo také toufaři z něm. taufen "křtít") byly novokřtěnecké skupiny křesťanů žijící v komunitách na jižní Moravě a na Slovensku. Známá je dodnes habánská fajáns nebo víno z habánských sklepů.

## Jméno
Anabaptisté neboli novokřtěnci byli příslušníci mezinárodní sekty náboženských a sociálních reformátorů. Na Moravě se lidově nazývali habáni, pravděpodobně podle německého „haushaben“ (mít domov). Říkali tak původně domům, kde byli vítáni, a dále uzavřeným dvorům, které si sami stavěli, když se ve vsi usadili. Jejich dvory se také jmenovaly haushaben.[zdroj?] Jiná hypotéza říká, že jméno pochází z hebrejského ha-banim (synové)[zdroj?] – tak označovali sami sebe (jako Boží děti). Název také mohl vzniknout ze společného vlastnictví věcí – „wir haben“. Později jedna frakce přijala jméno jednoho ze svých vůdců Jakuba Huttera a jako hutterité jsou dnes známí ve světě.

## Původ
Hnutí novokřtěnců vzniklo v roce 1525 ve Švýcarsku a Tyrolsku, mezi Zwingliho a Lutherovými žáky, z nichž nejradikálnější byli především Conrad Grebel a Felix Manz. Různorodé novokřtěnecké skupiny byly přes svůj většinově pacifistický postoj kolektivně spojovány s německou selskou válkou a po její porážce byly z Německa, Švýcarska, Itálie i Rakouska hromadně vypovídány. Prchali na tehdy nábožensky spřízněné protestantské území východní Moravy a západního Slovenska. Habáni mluvili německy. Moravská nekatolická šlechta je přijímala na svých panstvích, například Žerotínové, Kaňovští z Dubňan nebo páni ze Zástřizel. Demonstrovali tím jednak svoji suverenitu v otázkách náboženství a zároveň jim anabaptisté – habáni přinášeli pro svou pracovitost nemalé hospodářské zisky. Nádobí si od habánů objednávali také katolíci, například páni z Hradce (sbírka na zámku v Jindřichově Hradci) nebo mikulovští Dietrichsteinové.

## Řemesla
Habáni vynikali v řemeslech, provozovaných v rodinných dílnách v průběhu několika generací. Patřila k nim
- hrnčířství s výrobou jemné tzv. habánské keramiky, přesněji habánské fajánse, vyznačující se bílou glazurou a modrým či pestrobarevným, štětcem malovaným dekorem. Založili od poloviny 17. století desítky center:
  - na jihovýchodní Moravě: Alexovice, Brtnice, Bučovice, Dambořice, Kobylí, Lanžhot, Mikulčice, Mikulov, Ostrožská Nová Ves, Podivín, Pouzdřany, Slavkov u Brna, Strachotín, Strážnice, Šakvice, Tavíkovice, Trstěnice, Vacenovice, Valašské Meziříčí, Vyškov, Žádovice, Ždánice
  - na západním Slovensku: Boleráz, Čachtice, Častá, Dechtice, Farkašín/Vlčkovce, Holíč, Horné Orešany, Košolná, Malacky, Modra, Moravský Svätý Ján, Skalica, Smolenice, Sobotište, Stupava, Šaštín, Suchá nad Parmou, Trenčín, Veľké Leváre. Jejich vzory převzala i císařská manufaktura v Holíči.
- nožířství s charakteristickou výrobou ocelových čepelí a dekorativních dřevěných rukojetí vykládaných intarzií z kosti, rohoviny i zatloukanou kovovou inlayií, časté jsou příbory v ozdobných kožených pouzdrech
- vinařství (Velké Bílovice a Čejkovice)
- textilní řemesla, produkovala vlnařské nebo lnářské výrobky.

## Charakteristika
Charakteristické pro moravské novokřtěnce bylo společné vlastnictví – žili v komunitách ve společných domech tzv. Haushaben. Kolektivně vychovávali a vyučovali své potomky, kteří nesměli opouštět komunitu a měli se vdávat a ženit jen se souvěrci. V druhé polovině 16. století, ve „zlatém věku“ moravských novokřtěnců, jich bylo dvacet až třicet tisíc. Historické prameny svědčí, že od příchodu hnutí na Moravu až do jejího vypovězení v roce 1622 sídlili ve 108 obcích na Moravě (na jihu Moravy např. oblast kolem Trstěnic na Moravskokrumlovsku) a na Slovensku. Snažili se obnovit staré křesťanství z dob apoštolů podle výkladu Bible, jež jim byla jediným základem víry. Proto také praktikovali nový křest – křtili zásadně až na základě vyznané víry (tedy dospělé), čímž se dostávali do sporu s církví katolickou i reformační, a to luterány i kalvinisty (tj. presbyteriány v Anglii, Skotsku a Severní Americe).

## Pronásledování
Roku 1528 se konalo první vypovězení habánů z Čech a Moravy, avšak na Moravě nebylo respektováno. Roku 1535 byli vypovězeni i z Moravy, po roce se vrátili a následovalo desetiletí hospodářské prosperity. Když se situace zhoršila, část habánů odešla do bezpečí na západní Slovensko a do Dolních Rakous. Ti, kteří zůstali, se ukrývali v úkrytech (lochy). V roce 1589 měli habáni na Moravě 57 dvorů a počátkem 70. let byly na habány uvaleny daně, čímž byli habáni zároveň uznáni za zákonité obyvatele země. Po Bílé hoře ale doba tolerance končí. V roce 1622 byli habáni ze země z náboženských důvodů v rámci protireformace vypovězeni, nebo přistoupili na náboženskou konverzi, kterou s dílčími úspěchy prováděli zejména jezuité. Exulanti museli bez majetku do jednoho měsíce Moravu opustit. Odcházeli na západní Slovensko (západ Horních Uher), do Sedmihradska, později do rumunského Valašska a na Ukrajinu. V 80. letech 17. století bylo zrušeno společné vlastnictví a habánští řemeslníci pokračovali ve vlastních dílnách. Za vlády Marie Terezie (1740–1780) byl na zbytek habánů vyvíjen silný rekatolizační nátlak jezuitů, takže později došlo k jejich hromadné emigraci do (dnešních) USA a Kanady.

## Příklady habánských komunit

### Mikulov (Nikolsburg)
Například v Mikulově se novokřtěnci objevili roku 1526. S nimi přišel i jeden z předních teologů tohoto hnutí dr. Balthasar Hubmaier, který ve svých spisech formuloval základní zásady anabaptismu. Stoupencem myšlenek habánů-novokřtěnců se stal i sám majitel panství Linhart z Lichtenštejna. Mikulov se stal brzy střediskem, odkud se šířily myšlenky novokřtěnectví po celé Moravě. V Mikulově žili v jižní části města a vlastnili tam 45 domů. Mikulovští habáni prosluli především jako vinaři a dále jako vynikající lékárníci a lékaři. Odsud také pocházejí takzvané habánské zvonky, jemně vypracované mosazné a cínové zvonečky, jejichž zvuk plašil dotěrné ptactvo na vinicích.[zdroj?]

### Dambořice (Damborschitz)
V jihomoravských Dambořicích se habáni usadili roku 1550. Měli zde dva společné domy. Jeden v Poustce, o kterém se mnoho neví a druhý tzv. horní dům na Kopečku. Byla to rozsáhlá usedlost s cihelnou, volovým mlýnem, habánskou studnou, bednárnou a podzemními sklepy. Habáni zde vytlačili původní keramickou výrobu, protože již ovládali výrobu fajánsí. Kromě keramiky se zabývali vinařstvím a bednářstvím. Jejich pobyt v městečku byl poznamenán násilnými výpady proti nim různými vojsky, kdy byli někteří novokřtěnci také zabiti. Roku 1622 byli všichni habáni z Moravy vypuzeni. Dambořičtí odešli do Uher, do slovenské Chtelnice, odkud v 18. století přesídlili do Ameriky.